# Carlos Nunes
Pour les articles homonymes, voir Nunes.
Carlos Nunes, de son nom complet Carlos Ferreira da Silva Nunes, est un footballeur portugais né le 20 décembre 1914 à Porto et mort à une date inconnue. Il évoluait au poste d'ailier gauche.

## Biographie

### En club
Carlos Nunes est joueur du FC Porto entre 1932 et 1942,. 
Il remporte le Campeonato de Portugal en 1937, c'était une version expérimentale du futur championnat, elle était disputée sous un format proche de l'actuelle Coupe du Portugal,. 
Avec Porto, il fait partie de l'équipe championne du Portugal en 1935 pour la toute première édition de la compétition. Il est également champion en 1939 et en 1940,.
Il dispute 78 matchs pour 47 buts marqués en première division portugaise durant 8 saisons,.

### En équipe nationale
International portugais, il reçoit trois sélections toutes dans le cadre d'amicaux en équipe du Portugal entre 1935 et 1936, pour un but marqué.
Son premier match est disputé le 5 mai 1935 contre l'Espagne (match nul 3-3 à Lisbonne).
Il marque un but lors de sa deuxième sélection disputée le 26 janvier 1936 contre l'Autriche (défaite 2-3 à Porto).
Son dernier match est joué le 27 février 1936 contre l'Allemagne (défaite 1-3 à Lisbonne).

## Palmarès
Avec le FC Porto :
- Champion du Portugal en 1935, 1939 et 1940
- Vainqueur du Campeonato de Portugal (ancêtre de la Coupe du Portugal) en 1937
- Champion de Porto en 1933, 1934, 1935, 1936, 1937, 1938, 1939 et 1941